# Liste der Kulturdenkmäler in Herrstein
In der Liste der Kulturdenkmäler in Herrstein sind alle Kulturdenkmäler der rheinland-pfälzischen Ortsgemeinde Herrstein aufgeführt. Grundlage ist die Denkmalliste des Landes Rheinland-Pfalz (Stand: 12. Juni 2023).

## Denkmalzonen
| Bezeichnung                | Lage                                                                         | Baujahr                            | Beschreibung | Bild                           |
| -------------------------- | ---------------------------------------------------------------------------- | ---------------------------------- | --- | ------------------------------ |
| Denkmalzone Burg Herrstein | auf der Nordseite der städtischen Siedlung Lage                              | zweite Hälfte des 13. Jahrhunderts | in der zweiten Hälfte des 13. Jahrhunderts von den Grafen von Sponheim errichtet; erhalten Teile der Ringmauer und drei der ursprünglich vier Ecktürme: an der Nordecke der Stumpfe Turm, seit 1958 Glockenturm der evangelischen Kirche; an der Ostecke Schinderhannesturm, Anfang des 16. Jahrhunderts umgestaltet; Dicker Turm (Sichelturm) an der Westecke nur in Brüstungshöhe; ehemalige Schlosskapelle seit dem 15. Jahrhundert Pfarrkirche; anstelle der Unterburg 1742 das sogenannte Schloss (Schloßweg 12) errichtet | weitere Bilder Fotos hochladen |
| Denkmalzone Ortskern       | Hauptstraße, Niederhosenbacher Weg, Pfarrgasse, Schloßweg, Uhrturmgasse Lage | 16. Jahrhundert                    | spätmittelalterliche städtische Siedlung entstanden im Anschluss an die landesherrliche Burg innerhalb der Stadtmauern, dicht gereihte traufständige Häuser, teilweise bis ins 16. Jahrhundert zurückgehend, zahlreiche Fachwerkbauten | Fotos hochladen                |

## Einzeldenkmäler
| Bezeichnung                | Lage                          | Baujahr                | Beschreibung | Bild                           |
| -------------------------- | ----------------------------- | ---------------------- | --- | ------------------------------ |
| Stadtbefestigung           |                               | ab 1428                | ab der Stadtrechtsverleihung 1428 errichtet, 1677 aufgegeben, im späten 20. Jahrhundert teilweise rekonstruiert; an den westlichen und den östlichen Eckturm der Burg anschließend, im weiten Bogen das Gebiet der Innenstadt umgreifend; einziger Zu- und Abgang durch den Uhrturm (Uhrturmgasse); Teile erhalten in Pfarrgasse 5 (⊙), Uhrturmgasse 3, 4, 6, 8 (⊙), Schloßweg 3, 5, 6, 10, 13 (⊙) | Fotos hochladen                |
| Brücke                     | Bachweg Lage                  |                        | zweibogige Bruchsandsteinbrücke | Fotos hochladen                |
| Bürgermeisterei            | Hauptstraße 30 Lage           | 1915                   | ehemalige Bürgermeisterei; Putzbau auf hohem Melaphyrsockel, abgewalmtes Mansarddach, 1915; ortsbildprägend | Fotos hochladen                |
| Wohnhaus                   | Hauptstraße 31 Lage           | um 1890/1900           | Wohnhaus, um 1890/1900, zeitweise Kaffeehaus; markante risalitartige Balkonkonstruktion aus Holz | BW                             |
| Wohnhaus                   | Hauptstraße 44 Lage           | 1712                   | dreigeschossiges Eckwohnhaus, teilweise Fachwerk, 1712; ortsbildprägend | Fotos hochladen                |
| Wohnhaus                   | Hauptstraße 45 Lage           | 1716                   | Fachwerk-Zeilenwohnhaus, rückseitig doppelgeschossige Holzgalerie, 1716 | Fotos hochladen                |
| Französische Schule        | Hauptstraße 46 Lage           | 1854                   | jetzt Heimatmuseum; spätklassizistischer Walmdachbau, 1854; ortsbildprägend | Fotos hochladen                |
| Wohnhaus                   | Hauptstraße 47 Lage           | 1716                   | Fachwerk-Zeilenwohnhaus, rückseitig doppelgeschossige Holzgalerie, 1716 | Fotos hochladen                |
| Wohnhaus                   | Hauptstraße 48 Lage           | 1715                   | Wohnhaus, teilweise Fachwerk, 1715 | Fotos hochladen                |
| Alte Schule                | Hauptstraße 65 Lage           | um 1840                | Bau in Formen des oldenburgischen Klassizismus, um 1840 | Fotos hochladen                |
| Wohnhaus                   | Niederhosenbacher Weg 12 Lage | 1829                   | Fachwerkwohnhaus mit rückwärtigem Wirtschaftstrakt, 1829; Backstein-Zwischenbau um 1900 | Fotos hochladen                |
| Wohnhaus                   | Pfarrgasse 2 Lage             | 1680                   | Wohnhaus, teilweise Fachwerk, 1680 | Fotos hochladen                |
| Scheune                    | Pfarrgasse 5 Lage             | 1795                   | Fachwerk-Scheune mit Mansarddach, 1795; ortsbildprägend | Fotos hochladen                |
| Wohnhaus                   | Pfarrgasse 6 Lage             | um 1595                | Wohnhaus, teilweise Fachwerk, teilweise verschiefert, um 1595, Umbau in der ersten Hälfte des 19. Jahrhunderts | Fotos hochladen                |
| Wohnhaus                   | Pfarrgasse 7 Lage             | um 1890                | Fachwerkwohnhaus, um 1890, Erdgeschoss und Giebel unter Verwendung einzelner Hölzer von 1589 | Fotos hochladen                |
| Pfarrhaus                  | Pfarrgasse 9 Lage             | 1716                   | zwei- und dreigeschossiger Massivbau, teilweise Fachwerk (verschiefert), 1716 | Fotos hochladen                |
| Wohnhaus                   | Schloßweg 1 Lage              | 1801                   | stattliches Eckwohnhaus, teilweise Fachwerk, rückwärtig hölzerne Galerie, abgewalmtes Mansarddach, bezeichnet 1801 | Fotos hochladen                |
| Wohnhaus                   | Schloßweg 2 Lage              | 1743                   | holzverschindeltes Wohnhaus, 1743 | Fotos hochladen                |
| Wohnhaus                   | Schloßweg 3 Lage              | 1710                   | Fachwerkwohnhaus, bezeichnet 1710 | Fotos hochladen                |
| Hofanlage                  | Schloßweg 4 Lage              | 1715                   | Dreiseithof, teilweise Fachwerk, im Innenhof umlaufende Holzgalerie, 1715 | Fotos hochladen                |
| Wohnhaus                   | Schloßweg 6 Lage              | 1709/10                | stattliches Fachwerkwohnhaus, 1709/10 | Fotos hochladen                |
| Hofanlage                  | Schloßweg 11 Lage             | 1855                   | Streuhof; Wohnhaus, hölzerne Galerie, bezeichnet 1855 | Fotos hochladen                |
| Schloss                    | Schloßweg 12 Lage             | 1741                   | Mansarddachbau über zwei Gewölbekellern, 1741; terrassenartige Gärten | Fotos hochladen                |
| Kriegerdenkmal             | Schloßweg, vor Nr. 12 Lage    | 1922                   | Kriegerdenkmal für die Opfer des Ersten Weltkriegs, reliefierte Stele, Entwurf Wilhelm Heilig, 1922 | Fotos hochladen                |
| Zehntscheune               | Schloßweg 13 Lage             | 1526                   | Zehntscheune, Krüppelwalmdachbau, bezeichnet 1526 | Fotos hochladen                |
| Evangelische Schlosskirche | Schloßweg 14 Lage             | spätes 13. Jahrhundert | einschiffiger Bau, teilweise gotisch, teilweise barock; Chorbogen und Ostteil der Südwand wohl noch aus dem späten 13. Jahrhundert, Fünfachtelchor von 1416, Langhaus 1437 erweitert (dendrodatiert), Westwand bezeichnet 1766; Gedenksteine des 17. Jahrhunderts | weitere Bilder Fotos hochladen |
| Wohnhaus                   | Schloßweg 17 Lage             | 1692                   | Wohnhaus, teilweise Fachwerk, 1692 | Fotos hochladen                |
| Hofanlage                  | Schloßweg 18 Lage             | 1784                   | Parallelhof, Krüppelwalmdachbauten, teilweise Fachwerk, teilweise verschiefert, 1784 | Fotos hochladen                |
| Wohnhaus                   | Schloßweg 22 Lage             | 1816                   | ehemaliges Wirtschaftsgebäude; teilweise Fachwerk, Mansarddach, bezeichnet 1816, im Kern eventuell älter | Fotos hochladen                |
| Gasthaus                   | Schloßweg 24 Lage             | 1723                   | ehemaliges Gasthaus; teilweise Fachwerk, Mansardwalmdach, 1723, Zwerchhaus aus dem 19. Jahrhundert; straßenbildprägend | Fotos hochladen                |
| Uhrturm                    | Uhrturmgasse Lage             | 1449                   | dreigeschossiger spätgotischer Torturm, Walmdach, 1449 (dendrodatiert); bauzeitliche Marienglocke | weitere Bilder Fotos hochladen |
| Wohnhaus                   | Uhrturmgasse 3 Lage           | 1575                   | ehemaliges Unterstallhaus, Fachwerkbau, 1575; rückwärtig Ökonomiebauten, um 1775 | Fotos hochladen                |
| Wohnhaus                   | Uhrturmgasse 4 Lage           | 1698                   | Eckwohnhaus, teilweise Fachwerk, 1698 | Fotos hochladen                |
| Wohnhaus                   | Uhrturmgasse 8 Lage           | 1740                   | Wohnhaus, teilweise Fachwerk, teilweise verschiefert, 1740; straßenbildprägend | Fotos hochladen                |
| Wohnhaus                   | Uhrturmgasse 9 Lage           | 1478                   | Wohnhaus, teilweise Fachwerk, 1478 | Fotos hochladen                |
| Scheune                    | Uhrturmgasse 10 Lage          | 1747                   | Scheune, teilweise Fachwerk, bezeichnet 1747; straßenbildprägend | Fotos hochladen                |
| Wohnhaus                   | Uhrturmgasse 11 Lage          | nach 1840              | Wohnhaus, teilweise Fachwerk (verputzt), rückwärtig Holzgalerie, Mansarddach, nach 1840 | Fotos hochladen                |
| Wohnhaus                   | Uhrturmgasse 12 Lage          | 1712                   | Eckwohnhaus, teilweise Fachwerk, 1712 | Fotos hochladen                |
| Wohnhaus                   | Uhrturmgasse 14 Lage          | 1547                   | Wohnhaus, teilweise Fachwerk (verputzt), bezeichnet 1547 | Fotos hochladen                |
| Wohnhaus                   | Uhrturmgasse 16 Lage          | 1682                   | Fachwerk-Eckwohnhaus, teilweise massiv, 1682; Reliefschild „Zur Krone“, 1844 | Fotos hochladen                |